# نورکاران
نورکاران (به انگلیسی: Norcarane) با فرمول شیمیایی C7H12 یک ترکیب شیمیایی با شناسه پاب‌کم 6112 است. که جرم مولی آن ۹۶٫۱۷ گرم بر مول می‌باشد. 